# Woodiphora orientalis
Woodiphora orientalis är en tvåvingeart som beskrevs av Schmitz 1926. Woodiphora orientalis ingår i släktet Woodiphora och familjen puckelflugor. Inga underarter finns listade i Catalogue of Life.